# Spencer P. Jones

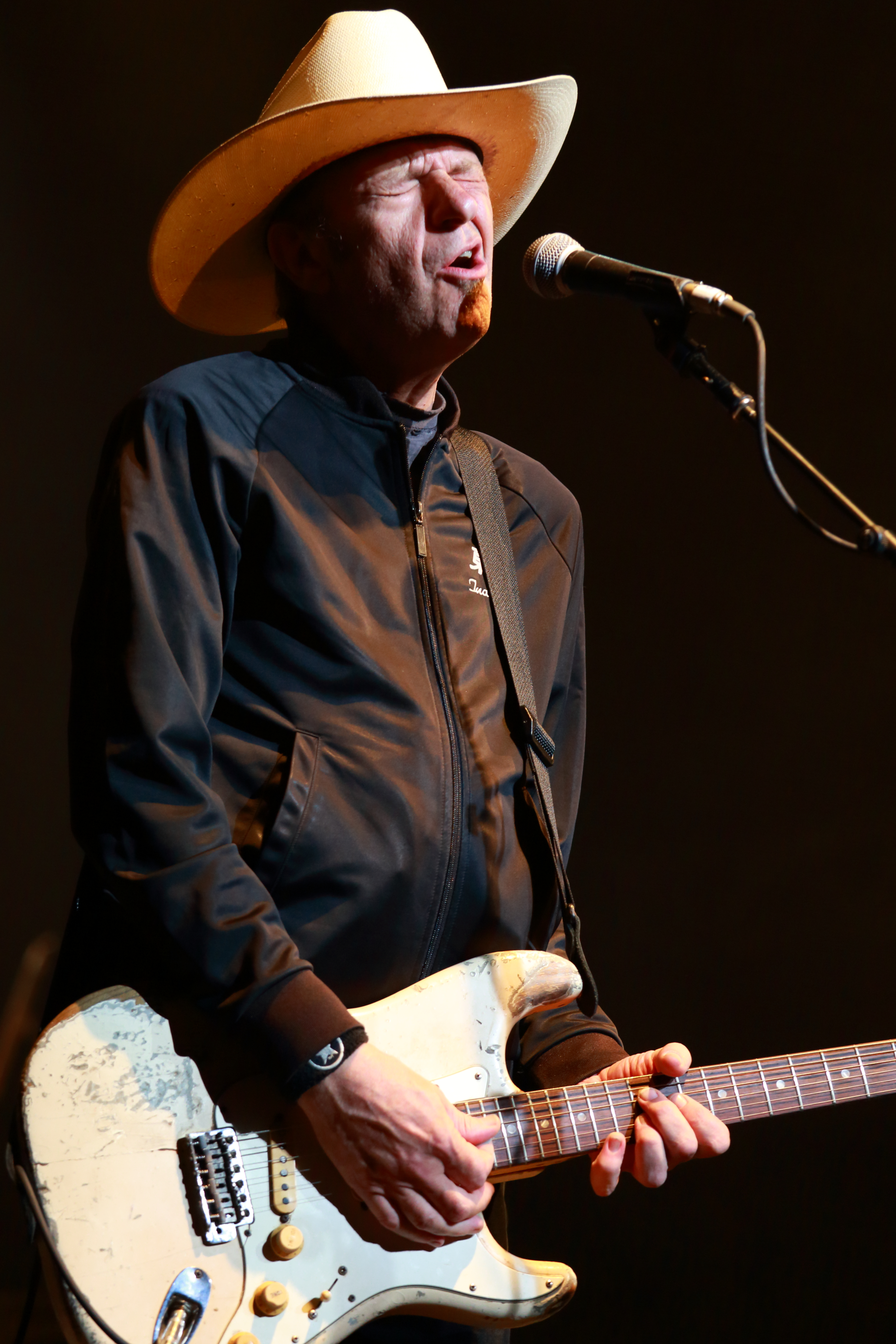
Spencer P. Jones (2013)

Spencer Patrick Jones (* 28. Oktober 1956 in Te Awamutu; † 21. August 2018 in Melbourne) war ein neuseeländischer Musiker. Ab 1976 arbeitete er in Australien und war unter anderem Mitglied der Bands The Johnnys, Beasts of Bourbon, Paul Kelly and The Coloured Girls, Chris Bailey and The General Dog, Maurice Frawley and The Working Class Ringos und Sacred Cowboys. Er veröffentlichte auch zehn Alben als Solokünstler.

## Diskografie

### Alben
- Rumour of Death (November 1994)  – Red Eye/Polydor
- The Last Gasp (November 2000)  – Spooky Records (Spook001)
- The Lost Anxiety Tapes (Spencer P. Jones featuring Cow Penalty) (November 2001)  – Spooky Records/MGM Distribution (Spooky004)
- Fait Accompli (2003) – Spooky Records (Spooky010)
- Immolation & Amelioration 1995–2005 (7. August 2006)  – Bang! Records (BANG! – LP14), Spooky Records (Spooky022)
- Fugitive Songs (April 2007)  – Spooky Records (Spooky024)
- Hang On... Hang On... Live from Melbourne (2008) – Beast Records (BR 088)
- Sobering Thoughts (Spencer P. Jones & The Escape Committee) (10. September 2010)  – In the Dog House/Aztec (INTDHR 003)
- Spencer P. Jones and the Nothing Butts (9. November 2012)  – Shock Records (MAX001)
- Runaways (Spencer P. Jones and Kim Salmon) (Februar 2013)

### EPs
- These Days ep – Spooky/MGM

### Singles
- The World's Got Everything in It (1995)
- What's Got into Him? (1997)